# Pristurus somalicus
Pristurus somalicus är en ödleart som beskrevs av  Parker 1932. Pristurus somalicus ingår i släktet Pristurus och familjen geckoödlor. Inga underarter finns listade i Catalogue of Life.